# Kate Howeyová
Kate Howeyová (* 31. květen 1973 Andover, Spojené království) je bývalá reprezentantka Spojeného království v judu. Je dvojnásobnou olympijskou medailistkou.

## Sportovní kariéra
S judem začala v 7 letech pod vedením svého otce. Od 14 až do konce své kariéry spolupracovala s Royem Inmanenm.
Svůj talent dokazovala od juniorských let i mezi seniorkami. V roce 1992 potvrdila roli favoritky na olympijských hrách v Barceloně ziskem bronzové olympijské medaile. V dalším olympijském cyklu změnila váhovou kategorii. V té se však postupně přestala prosazovat a na olympijských hrách v Atlantě v roce 1996 dokonce nepostoupila ani do bojů o medaile. Po návratu do své původní váhové kategorie se vrátily i výsledky. Na olympijských hrách v Sydney v roce 2000 postoupila do finále, kde nestačila na Kubánku Veranesovou a získala stříbrnou olympijskou medaili. Svých posledních olympijských her v Athénách se účastnila v roce 2004 po sérii zraněních. V roce 2002 laborovala se zápěstím a v roce 2003 se zády. Po nevydařeném vystoupení v Athénách ukončila sportovní kariéru.
V roce 2012 kvalitně připravila Gemmu Gibbonsovou na adrenalinovou cestu za stříbrnou olympijskou medailí.

## Výsledky
| Turnaj             | 1989         | 1990         | 1991         | 1992         | 1993           | 1994           | 1995           | 1996           | 1997         | 1998         | 1999         | 2000         | 2001         | 2002         | 2003         | 2004         |
| Turnaj             | 16           | 17           | 18           | 19           | 20             | 21             | 22             | 23             | 24           | 25           | 26           | 27           | 28           | 29           | 30           | 31           |
| Turnaj             | střední váha | střední váha | střední váha | střední váha | polotěžká váha | polotěžká váha | polotěžká váha | polotěžká váha | střední váha | střední váha | střední váha | střední váha | střední váha | střední váha | střední váha | střední váha |
| ------------------ | ------------ | ------------ | ------------ | ------------ | -------------- | -------------- | -------------- | -------------- | ------------ | ------------ | ------------ | ------------ | ------------ | ------------ | ------------ | ------------ |
| Olympijské hry     |              |              |              | 3.           |                |                |                | úč.            |              |              |              | 2.           |              |              |              | úč.          |
| Mistrovství světa  | —            |              | 3.           |              | 2.             |                | 5.             |                | 1.           |              | 3.           |              | 2.           |              | 5.           |              |
| Mistrovství Evropy | —            | 2.           | 2.           | —            | 3.             | 3.             | 3.             | 5.             | 3.           | 3.           | —            | 2.           | —            | —            | úč.          | —            |
| MS juniorů         |              | 1.           |              |              |                |                |                |                |              |              |              |              |              |              |              |              |
| ME juniorů         | 1.           | 1.           | 1.           |              |                |                |                |                |              |              |              |              |              |              |              |              |